# Johnson (Nebraska)
Johnson es una villa ubicada en el condado de Nemaha en el estado estadounidense de Nebraska. En el Censo de 2010 tenía una población de 328 habitantes y una densidad poblacional de 703,56 personas por km².

## Geografía
Johnson se encuentra ubicada en las coordenadas 40°24′39″N 95°59′56″O / 40.41083, -95.99889. Según la Oficina del Censo de los Estados Unidos, Johnson tiene una superficie total de 0.47 km², de la cual 0.47 km² corresponden a tierra firme y (0%) 0 km² es agua.

## Demografía
Según el censo de 2010, había 328 personas residiendo en Johnson. La densidad de población era de 703,56 hab./km². De los 328 habitantes, Johnson estaba compuesto por el 96.04% blancos, el 0% eran afroamericanos, el 0.3% eran amerindios, el 0.3% eran asiáticos, el 0% eran isleños del Pacífico, el 1.52% eran de otras razas y el 1.83% pertenecían a dos o más razas. Del total de la población el 3.66% eran hispanos o latinos de cualquier raza.